# پیرزنی که تمام قوانین را زیر پا گذاشت
پیرزنی که تمام قوانین را زیر پا گذاشت (به انگلیسی: The little old lady who broke all the rules) و با عنوان اصلی (Den lilla gamla damen som brot mot alla regler) رمانی است نوشتهٔ کترینا اینگلمن سوندبرگ، نویسندهٔ سوئدی که در سال ۲۰۱۲، منتشر شد.

## خلاصه داستان
مارتا اندرسون، هفتاد و نه ساله رؤیای فرار از آسایشگاه و سرقت از بانک را در سر می‌پروراند. پیرزن که به هیچ وجه قصد ندارد باقی عمر خود را بر روی یک صندلی راحتی در گوشه‌ای از آسایشگاه بگذراند، تصمیم می‌گیرد به جای این کار، زندگی پرهیجانی را برای خود بسازد. بدین ترتیب او به همراه چهار دوست قدیمی خود دست به کار می‌شود. اعضاء این گروه پنج نفره که به باند بازنشسته‌ها معروف است، در ابتدا در برابر قوانین سخت گیرانهٔ آسایشگاه شورش می‌کنند. اعتراض اولیه گروه به ساعت خواب و غذایی است که در ظروف پلاستیکی به آنها داده می‌شود. با بالا رفتن جرأت گروه، اعضاء باند تصمیم می‌گیرند با نقشه‌ای دقیق ابتدا از آسایشگاه فرار کنند و در مکانی بهتر در استکهلم ساکن شوند. قدم بعدی اعضاء این گروه نیز این است که وارد جرگهٔ تبهکاران حرفه‌ای شوند.

## نویسنده
کاترینا (کترینا) اینگلمن سوند برگ (سوندبری)، نویسندهٔ سوئدی متولد سال ۱۹۴۸، یکی از محبوب‌ترین نویسندگان ادبیات عامه پسند تاریخی در این کشور است. سوند برگ که هجده اثر داستانی را در کارنامه ادبی خود ثبت کرده است، تحصیل کردهٔ رشتهٔ تاریخ هنر است و بیشتر عمر خود را صرف باستان‌شناسی دریایی و موزه کرده است. سوند برگ داستان‌های خود را با محوریت زندگی و تاریخ وایکینگ‌ها نوشته است. از جمله مشهورترین آثار او نقرهٔ وایکینگ‌ها (۱۹۹۷) و طلای وایکینگ‌ها (۱۹۹۹) است که در مجموع تاکنون نود هزار جلد فروش داشته‌اند. فعالیت در این ژانر سبب شد تا سوندبرگ در سال ۱۹۹۹ جایزهٔ ادبی وایدینگ را به خاطر نگارش رمان‌های تاریخی عامه پسند به دست آورد. مشهورترین اثر او پیرزنی که تمام قوانین را زیر پا گذاشت، پس از انتشار در سال ۲۰۱۲ به سرعت مبدل به اثری پرفروش شد و در مدتی کوتاه به هفده زبان ترجمه شد. موفقیت کتاب سبب شد نویسنده رمانی دیگر در ادامه این داستان بنویسد که این اثر نیز در سال ۲۰۱۴ با عنوان پیرزن دوباره شانس می‌آورد منتشر شد.
استقبال خوانندگان از جلد دوم، بار دیگر این انگیزه را در خانم سوندبرگ به وجود آورد تا سومین قسمت این رمان را در سال ۲۰۱۷، با عنوان پیرزن دوباره قانون‌شکنی می‌کند منتشر کند.